# Marcos Gueiros
Marcos Gueiros (ur. 16 stycznia 1970 roku w Belém) – brazylijski kierowca wyścigowy.

## Kariera
Gueiros rozpoczął karierę w wyścigach samochodowych w 1990 roku od startów w Południowoamerykańskiej Formule 3, gdzie jednak nie zdobywał punktów. Dwa lata później w tej samej serii był już mistrzem. W późniejszych latach pojawiał się także w stawce Brazylijskiej Formuły 3, Masters of Formula 3, Włoskiej Formuły 3, Brytyjskiej Formuły 3 oraz Formuły 3000.
W Formule 3000 Brazylijczyk startował w latach 1995-1996. W pierwszym sezonie startów w ciągu ośmiu wyścigów, w których wystartował, uzbierał łącznie dwa punkty. Dało mu to czternaste miejsce w klasyfikacji generalnej. Rok później trzykrotnie stawał na podium. Uzbierane dwadzieścia punktów dało mu piąte miejsce w końcowej klasyfikacji kierowców.